# Posposición
La posposición (a veces postposición) es un tipo de adposición que realiza en muchas lenguas SOV el mismo papel que la preposición en las lenguas SVO y VSO, con la única diferencia de que la posposición sigue al sintagma nominal (o "palabra modificada") regido por ella. 

## Introducción
En el idioma español no existen posposiciones, pero hay vestigios procedentes del latín en las palabras conmigo, contigo y consigo, en las cuales la terminación -go viene del cum (con) del latín (cummecum, cumsecum, cumtecum), usado como posposición. En el latín, en contraste con el uso normal de las preposiciones, como rasgo particular de la palabra cum con pronombres, se expresaba como posposición enclítica de ciertos pronombres (mecum, tecum, etc.). La palabra latina tenus 'hasta' también funciona como una (cuasi)posposición de genitivo.
El inglés tiene tendencia a formar palabras compuestas posposicionales, como thereafter (there + after, "después de eso") y wherein (where + in, "en la que"), una cualidad que comparte con el alemán y el neerlandés. Además, el inglés usa el clítico "-'s", descendido de una terminación genitiva del inglés antiguo, para indicar la posesión. De la misma manera, y con el mismo sentido, el afrikáans emplea una palabra distinta como una posposición auténtica, se.
Hay tendencia a que los idiomas sean posposicionales cuando el objeto del verbo precede el verbo en la oración (especialmente el orden muy común de SOV). Sin embargo, esto solamente es una tendencia, pues el mismo latín es típicamente SOV. El uso de las posposiciones también se correlaciona con la tendencia a poner adjetivos antes del sustantivo que modifica.

## Lenguas con posposiciones
Las posposiciones son muy frecuentes en muchas familias lingüísticas de Eurasia, como las lenguas urálicas, las lenguas altaicas o las lenguas chinas, así como en las lenguas amerindias de América:
| Lengua         | Ejemplo           | Transcripción | Significado         |
| -------------- | ----------------- | ------------- | ------------------- |
| Finlandés      | talon edessä      |               | delante de la casa  |
| Húngaro        | a ház mellett     |               | junto a la casa     |
| Turco          | ev ardında        |               | detrás de (la) casa |
| Quechua sureño | wasi rurin        |               | interior de la casa |
| Vasco          | mahaiaren gainean |               | encima de la mesa   |
| Chino          | 椅子上            | yǐzi shàng    | sobre (la) silla    |
| Coreano        | 한국에            | Han-guge      | a Corea             |
| Japonés        | 電車で            | densha de     | en tren             |
| Niilambean     | tu hautzunjên     |               | en la casa          |
| Guaraní        | nde rendape       |               | en tu lugar         |